# Cryptocarya umbonata
Cryptocarya umbonata är en lagerväxtart som beskrevs av C. K. Allen. Cryptocarya umbonata ingår i släktet Cryptocarya och familjen lagerväxter. Inga underarter finns listade i Catalogue of Life.